# Miremont (Puy-de-Dôme)
Pour les articles homonymes, voir Miremont.
Miremont est une commune française, située dans le département du Puy-de-Dôme en région Auvergne-Rhône-Alpes. Cette dernière compte pas moins de 45 hameaux et lieux-dits.

## Géographie

### Climat
Pour des articles plus généraux, voir Climat d'Auvergne-Rhône-Alpes et Climat du Puy-de-Dôme.
En 2010, le climat de la commune est de type climat des marges montargnardes, selon une étude du Centre national de la recherche scientifique s'appuyant sur une série de données couvrant la période 1971-2000. En 2020, Météo-France publie une typologie des climats de la France métropolitaine dans laquelle la commune est exposée à un climat de montagne ou de marges de montagne et est dans la région climatique  Ouest et nord-ouest du Massif Central, caractérisée par une pluviométrie annuelle de 900 à 1 500 mm, maximale en automne et en hiver. 
Pour la période 1971-2000, la température annuelle moyenne est de 9,7 °C, avec une amplitude thermique annuelle de 15,7 °C. Le cumul annuel moyen de précipitations est de 1 049 mm, avec 12 jours de précipitations en janvier et 8,1 jours en juillet. Pour la période 1991-2020, la température moyenne annuelle observée sur la station météorologique de Météo-France la plus proche, « Gelles », sur la commune de Gelles à 15 km à vol d'oiseau, est de 9,5 °C et le cumul annuel moyen de précipitations est de 1 026,1 mm,. Pour l'avenir, les paramètres climatiques de la commune estimés pour 2050 selon différents scénarios d'émission de gaz à effet de serre sont consultables sur un site dédié publié par Météo-France en novembre 2022.

## Urbanisme

### Typologie
Au 1er janvier 2024, Miremont est catégorisée commune rurale à habitat très dispersé, selon la nouvelle grille communale de densité à sept niveaux définie par l'Insee en 2022.
Elle est située hors unité urbaine. Par ailleurs la commune fait partie de l'aire d'attraction de Clermont-Ferrand, dont elle est une commune de la couronne,. Cette aire, qui regroupe 209 communes, est catégorisée dans les aires de 200 000 à moins de 700 000 habitants,.

### Occupation des sols
L'occupation des sols de la commune, telle qu'elle ressort de la base de données européenne d’occupation biophysique des sols Corine Land Cover (CLC), est marquée par l'importance des territoires agricoles (57,8 % en 2018), en augmentation par rapport à 1990 (56,9 %). La répartition détaillée en 2018 est la suivante : prairies (39,8 %), forêts (39,2 %), zones agricoles hétérogènes (18 %), eaux continentales (2,2 %), zones urbanisées (0,8 %), terres arables (0,1 %). L'évolution de l’occupation des sols de la commune et de ses infrastructures peut être observée sur les différentes représentations cartographiques du territoire : la carte de Cassini (XVIIIe siècle), la carte d'état-major (1820-1866) et les cartes ou photos aériennes de l'IGN pour la période actuelle (1950 à aujourd'hui).

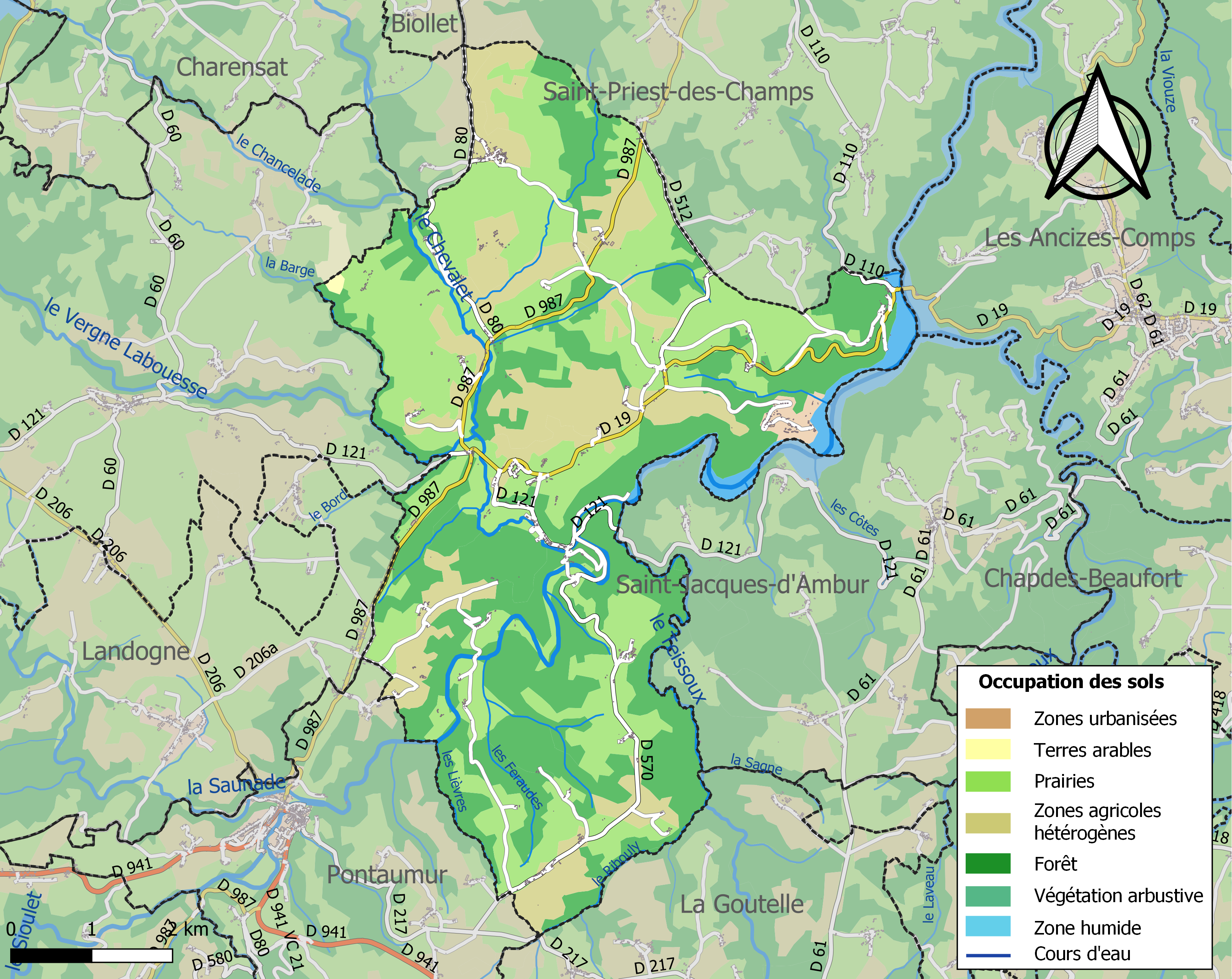
Carte des infrastructures et de l'occupation des sols de la commune en 2018 (CLC).
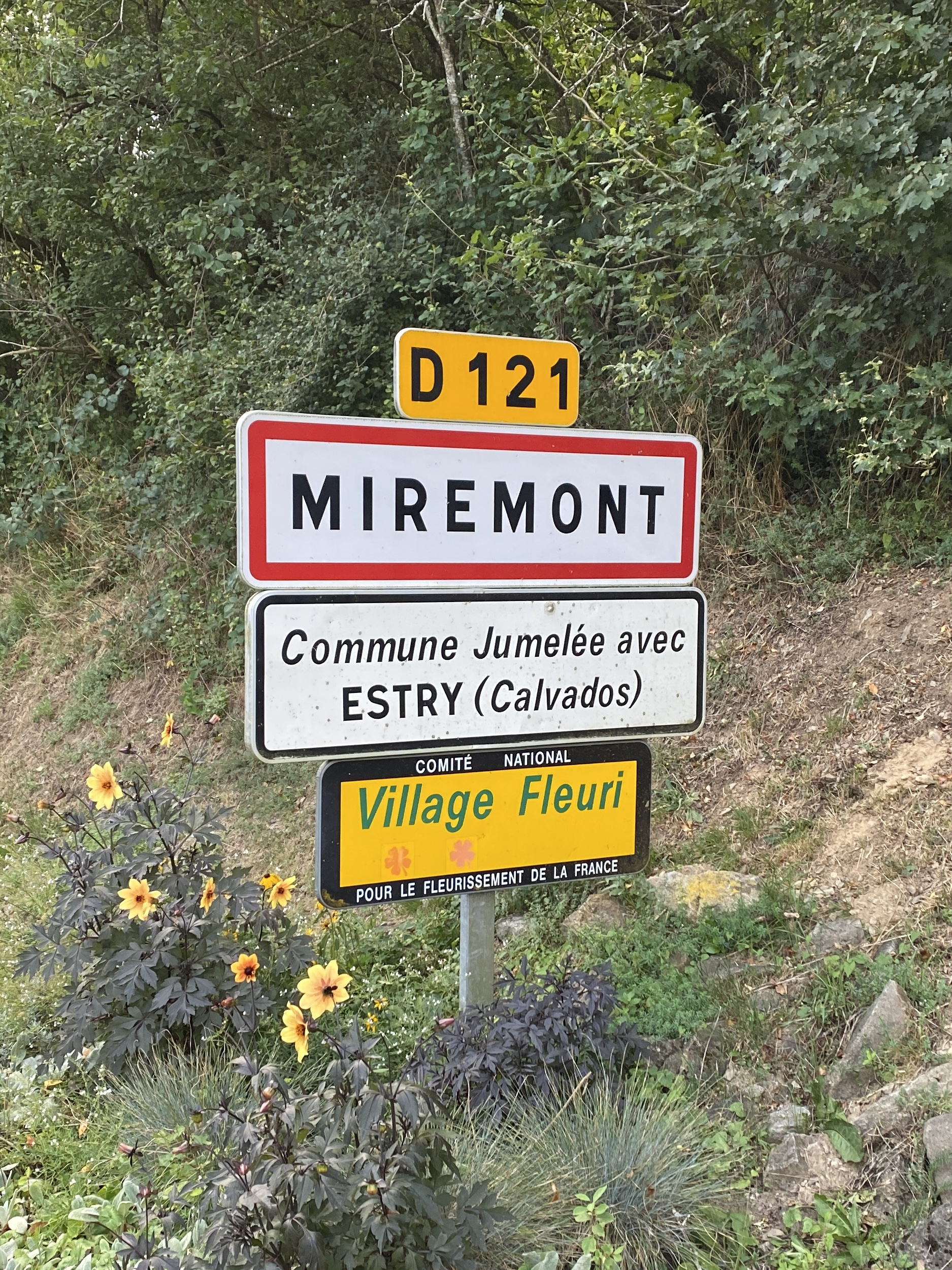
Panneau Miremont côté est

## Toponymie
Le nom de la commune vient du nom occitan Miramont. Il désigne l'endroit où l'on peut dans cette langue « mirar », c'est-à-dire regarder au loin.

## Politique et administration

### Découpage territorial
La commune de Miremont est membre de la communauté de communes Chavanon Combrailles et Volcans, un établissement public de coopération intercommunale (EPCI) à fiscalité propre créé le 1er janvier 2017 dont le siège est à Pontaumur. Ce dernier est par ailleurs membre d'autres groupements intercommunaux. Jusqu'en 2016, elle faisait partie de la communauté de communes de Haute Combraille.
Sur le plan administratif, elle est rattachée à l'arrondissement de Riom, à la circonscription administrative de l'État du Puy-de-Dôme et à la région Auvergne-Rhône-Alpes. Avant mars 2015, elle faisait partie du canton de Pontaumur.
Sur le plan électoral, elle dépend du canton de Saint-Ours pour l'élection des conseillers départementaux, depuis le redécoupage cantonal de 2014 entré en vigueur en 2015, et de la deuxième circonscription du Puy-de-Dôme pour les élections législatives, depuis le dernier découpage électoral de 2010 (sixième circonscription avant 2010).

### Élections municipales et communautaires

#### Élections de 2020
Le conseil municipal de Miremont, commune de moins de 1 000 habitants, est élu au scrutin majoritaire plurinominal à deux tours avec candidatures isolées ou groupées et possibilité de panachage. Compte tenu de la population communale, le nombre de sièges à pourvoir lors des élections municipales de 2020 est de 11. Seuls deux candidats ont été élus au premier tour, le 15 mars 2020, avec un taux de participation de 48,52 %. Les neuf conseillers restant à élire sont élus au second tour, qui se tient le 28 juin 2020 du fait de la pandémie de Covid-19, avec un taux de participation de 55,78 %.

#### Chronologie des maires
| Période                                  | Période                    | Identité                      | Étiquette | Qualité                       |
| ---------------------------------------- | -------------------------- | ----------------------------- | --------- | ----------------------------- |
| Les données manquantes sont à compléter. |                            |                               |           |                               |
| avant 1962                               | ?                          | Pierre Roussel                | SFIO      | Instituteur, ancien résistant |
| avant 1981                               | ?                          | Jean Guéry                    | PS        |                               |
| septembre 2008                           | mars 2014                  | Jacqueline Augereau           |           |                               |
| mars 2014                                | juillet 2020               | Denise Charbonnier            |           |                               |
| juillet 2020                             | En cours (au 29 août 2021) | Jacques-Philippe Saint-Gerand |           | Retraité                      |

## Population et société

### Démographie
L'évolution du nombre d'habitants est connue à travers les recensements de la population effectués dans la commune depuis 1793. Pour les communes de moins de 10 000 habitants, une enquête de recensement portant sur toute la population est réalisée tous les cinq ans, les populations de référence des années intermédiaires étant quant à elles estimées par interpolation ou extrapolation. Pour la commune, le premier recensement exhaustif entrant dans le cadre du nouveau dispositif a été réalisé en 2008.

En 2022, la commune comptait 295 habitants, en évolution de −1,67 % par rapport à 2016 (Puy-de-Dôme : +2,1 %, France hors Mayotte : +2,11 %).
| 1793  | 1800  | 1806  | 1821  | 1831  | 1836  | 1841  | 1846  | 1851  |
| ----- | ----- | ----- | ----- | ----- | ----- | ----- | ----- | ----- |
| 1 417 | 1 292 | 1 254 | 1 414 | 1 617 | 1 588 | 1 551 | 1 552 | 1 435 |

| 1856  | 1861  | 1866  | 1872  | 1876  | 1881  | 1886  | 1891  | 1896  |
| ----- | ----- | ----- | ----- | ----- | ----- | ----- | ----- | ----- |
| 1 410 | 1 411 | 1 280 | 1 275 | 1 240 | 1 262 | 1 241 | 1 147 | 1 131 |

| 1901  | 1906  | 1911  | 1921 | 1926 | 1931 | 1936 | 1946 | 1954 |
| ----- | ----- | ----- | ---- | ---- | ---- | ---- | ---- | ---- |
| 1 114 | 1 071 | 1 002 | 832  | 821  | 741  | 682  | 654  | 600  |

| 1962 | 1968 | 1975 | 1982 | 1990 | 1999 | 2006 | 2008 | 2013 |
| ---- | ---- | ---- | ---- | ---- | ---- | ---- | ---- | ---- |
| 555  | 474  | 417  | 403  | 370  | 320  | 327  | 329  | 314  |

| 2018 | 2022 | - | - | - | - | - | - | - |
| ---- | ---- | - | - | - | - | - | - | - |
| 296  | 295  | - | - | - | - | - | - | - |

## Culture locale et patrimoine

### Lieux et monuments

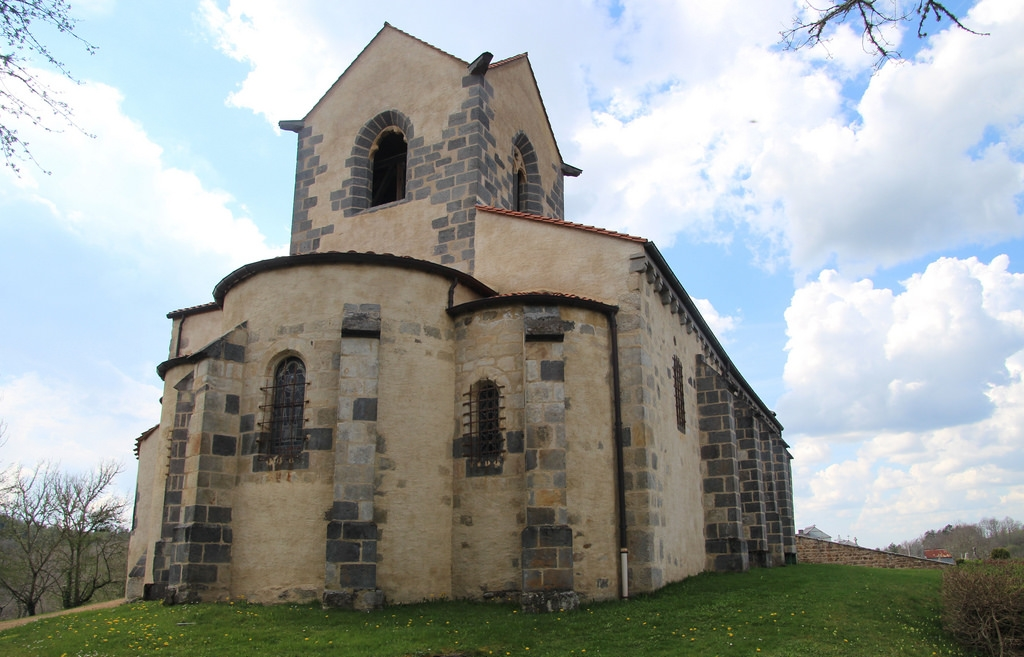
Église Saint-Bonnet de Miremont.

- Église Saint-Bonnet de Miremont.Musée Retour sur le passé :  Reconstitutions de veillées, de costumes, d'école et de métiers d'autrefois.
- Église romane Saint-Bonnet du XIIe siècle (inscrite MH en 1962)[26]. Sa position sur un petit mont a donné le nom de la commune : Miremont. À côté de l'église, le cimetière a une forme curieuse, en coquille d'escargot.
- Vestiges du château féodal de Miremont (inscrits MH en 1927)[27].
- Château de Miremont (La Rochette) : de type néo-Renaissance, il a été restructuré au XIXe siècle avec une inspiration Viollet-le-Duc. Il appartient à un particulier depuis 1986. Des restaurations ont été effectuées (cour d'enceinte, tour de garde du XVe siècle) Les jardins ont été redessinés et replantés en 2009 par un architecte paysagiste de l'école de Versailles.

Le village de Miremont est un village fleuri.

### Personnalités liées à la commune
- Gilbert de Sarrazin (1732-1825), homme politique né à Miremont, député de la noblesse aux États généraux de 1789.